# آنری لکونت
آنری لکونت (انگلیسی: Henri Leconte؛ زاده ۴ ژوئیهٔ ۱۹۶۳) یک تنیس‌باز اهل فرانسه است.